# Direktorialprinzip (Soziologie)
Direktorialprinzip (vom lateinischen direction für ‚Richtung‘ oder ‚Leitung‘) beschreibt in der Soziologie ein Organisationsprinzip für Führungsgremien, bei dem alle wichtigen Entscheidungen letzten Endes von einer Person entschieden werden. Entscheidungen der Zwischenhierarchien können durch Einspruch dieser Person (Direktor) jederzeit korrigiert oder aufgehoben werden.